# Berán János
Berán János (Budapest, 1952. – Magas-Tátra, 1979. december 29. vagy 30.) barlangkutató, hegymászó.
Mechanikai műszerésznek tanult, majd számítógép üzemeltető lett. 1977. április 16-án házasságot kötött Horváth Annával, aki számítógép programozó volt és szintén sziklamászó.
Valószínűleg 1969-től kezdett barlangkutatással, először a Papp Ferenc-barlangban és hegymászással foglalkozni. Részt vett az 1969. novemberi és az 1970. évi, sikeres vecsem-bükki zsombolykutató expedícióban. Barlangi mentő is volt. Az Aggtelek Kupa egyik fő kezdeményezője és rendezője 1979-ig. A verseny több mint húsz évig viselte a Berán János emlékverseny nevet.
Halálos balesetet szenvedett társával, Kókai Balázzsal együtt a Magas-Tátrában, a Weber-csúcs (Malý Kežmarský štít) északi fala szuperdirekt útjának a sikeres, téli megmászásából visszatérő úton.

## Külső hivatkozások
- A magyar hegymászás és turizmus arcképcsarnoka
- Jelentősebb magyar hegymászó teljesítmények